# Lužianky

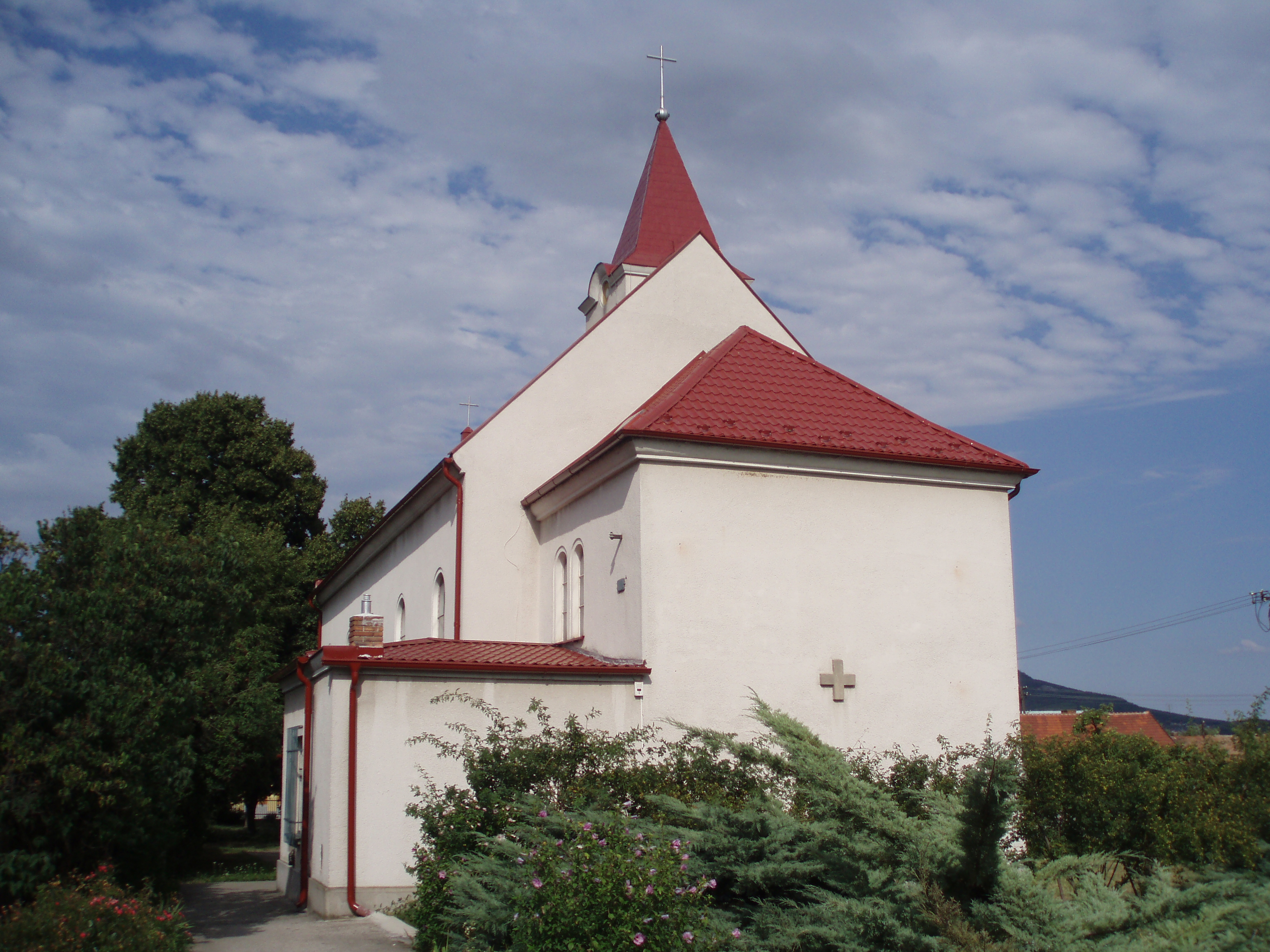
Lužianky

Lužianky (Hongaars: Sarlókajsza) is een Slowaakse gemeente in de regio Nitra, en maakt deel uit van het district Nitra.
Lužianky telt 2.822 inwoners.